# Nacala
Nacala, ook Nacala-Porto, is een havenstad aan de Indische Oceaan in de Mozambikaanse provincie Nampula.
De haven van Nacala is een diepzeehaven, die het mogelijk maakte dat Nacala zich kon ontwikkelen tot een belangrijk logistiek en industrieel centrum. De haven is het beginpunt van de spoorlijn die Nacala verbindt met Malawi en Lichinga via Nampula en Cuamba, de 'Nacala-corridor'. Het vliegveld van Nacala is een voormalige militaire vliegbasis die getransformeerd is in een vliegveld voor burgerluchtvaart.